# Битка код Абукира (1799)
Битка код Абукира одиграла се 25. јула 1799. године код села Абукир, недалеко од Александрије између Француске и Османског царства. Битка је део Наполеонових ратова у Египту и завршена је победом Француске.

## Битка
Англо-турска флота искрцала је 14. јула 1799. године код Абукира око 12 000 Турака под Мустафа-пашом који је 17. јула заузео истоимени град и утврдио се на полуострву. Наполеон је до 24. јула прикупио око 6000 војника. Не сачекавши појачања која су била на маршу, наредног дана извршио је напад и заузео прву линију. Посада десног бастиона повукла се без борбе пред 3 батаљона генерала Џекиза Детена, а посада левог бастиона одсечена је и бачена у море дејством дивизије Лана и коњице Мираа. Нешто више отпора пружили су Турци у центру, али су се и они повукли уз велике губитке. Одбијен је први напад на крила друге линије, и док су Турци из централног редута кренули у маси за одступајућим Французима, Наполеон је прешао у напад на центар и заузео дегарнирани редут. Одсечен од града дејством Мираове коњице, Мустафа-паша је заробљен. Близу 5000 Турака остало је у граду; после упорног и активног отпора предали су се 21. августа исцрпени од глади и жеђи. Французи су имали око 1000 мртвих и рањених.